# Jackpot (canción)
«Jackpot» (estilizado en mayúsculas) es una canción grabada por las cantantes mexicanas Belinda y Kenia Os, lanzada por el sello Warner Music México como el cuarto sencillo del quinto álbum de estudio de Belinda, Indómita (2025).

## Antecedentes
La colaboración se anunció en julio de 2024, las dos artistas compartieron en Instagram detalles sobre el proceso de grabación en el estudio y avances del video oficial. En entrevista con Milenio, Belinda habló de lo que se podrá escuchar en su nueva producción discográfica: «Vienen sorpresas: una canción con Kenia Os; otra colaboración con Los Ángeles Azules. Estoy trabajando con gente a la que admiro mucho y respeto desde hace mucho tiempo; van a tener un discazo porque tendrán tintes pop, cumbia, regional, muy versátil. La Belipop regresa en octubre», mencionó la artista.
Tiempo después en una entrevista con Rolling Stone en Español, habló sobre lo que había estado trabajando con Kenia para esta colaboración. Además, destacó la gran química que había surgió entre ellas: «Con Kenia me llevé muy bien desde el minuto uno. Es una niña muy dulce, encantadora, talentosa y además muy trabajadora, eso me encanta de ella. Es una chica que empezó haciendo una cosa, y ahora se ha ganado el respeto del público, algo que habla muy bien de ella».

## Composición
La voz de Belinda se funde sin esfuerzo con el estilo de Kenia Os y crean un himno irresistible sobre la emoción del romance. El sencillo es una celebración de vivir el momento y entregarse a la chispa electrizante entre dos personas. Tomando en cuenta que en el video, las artistas llegan a un planeta extraterrestre y juegan con los nativos, trasladado al tema a las relaciones amorosas que toca la letra, se podría decir que es una referencia a que cada pareja es un paso adelante a conocer al amor de tu vida y que todo el historial suma para enriquecer el premio final.

## Video musical
El video fue dirigido por Flakka, este cobra vida en una deslumbrante fiesta intergaláctica. Con un aire de los años setenta, las dos cantantes brillan en el video con un look retro, evocador y seductor. Bañado en rosa, el clip estalla de color y efectos visuales surrealistas, que complementan a la perfección la euforia del tema. En el video se puede ver a Belinda y Kenia Os mientras se aventuran en el espacio, el video refuerza visualmente la letra, una aventura total hacia lo desconocido, como la irresistible atracción de la que hablan. Es una celebración cósmica que transporta a los fans a un mundo donde el amor es ilimitado, atrevido y fuera de este mundo. El video oficial fue publicado el 24 de octubre de 2024, a tan sólo 16 horas desde su lanzamiento, acumuló más de 670,000 reproducciones y se posicionó en el #4 de tendencias en YouTube.

## Formatos
| Descarga digital |           |          |  |
| N.º              | Título    | Duración |  |
| 1.               | «Jackpot» | 3:13     |  |

## Posicionamiento en listas
| Lista (2024)                                 | Mejor posición |
| -------------------------------------------- | -------------- |
| México Pop (Monitor Latino)                  | 1              |
| México (Los 40)                              | 1              |
| Estados Unidos (Los 40)                      | 8              |
| Estados Unidos Latin Pop Airplay (Billboard) | 20             |
| Lista (2025)                                 | Posición       |
| México Pop (Monitor Latino)                  | 1              |
| México (Los 40)                              | 2              |
| Estados Unidos Latin Pop Airplay (Billboard) | 10             |

## Certificaciones
| País                                                                 | Organismo certificador | Certificación | Ventas  |
| -------------------------------------------------------------------- | ---------------------- | ------------- | ------- |
| México                                                               | AMPROFON               | Oro           | 70 000‡ |
| ‡ Cifras de ventas+streaming basadas únicamente en la certificación. |                        |               |         |

## Premios y nominaciones
| Premiación         | Año  | Categoría                  | Resultado | Ref.   |
| ------------------ | ---- | -------------------------- | --------- | ------ |
| Premios Lo Nuestro | 2025 | Mejor combinación femenina | Ganador   | [ 16 ] |
| Socialiteen Awards | 2024 | Hit viral del año          | Ganador   | [ 17 ] |